# Żwir

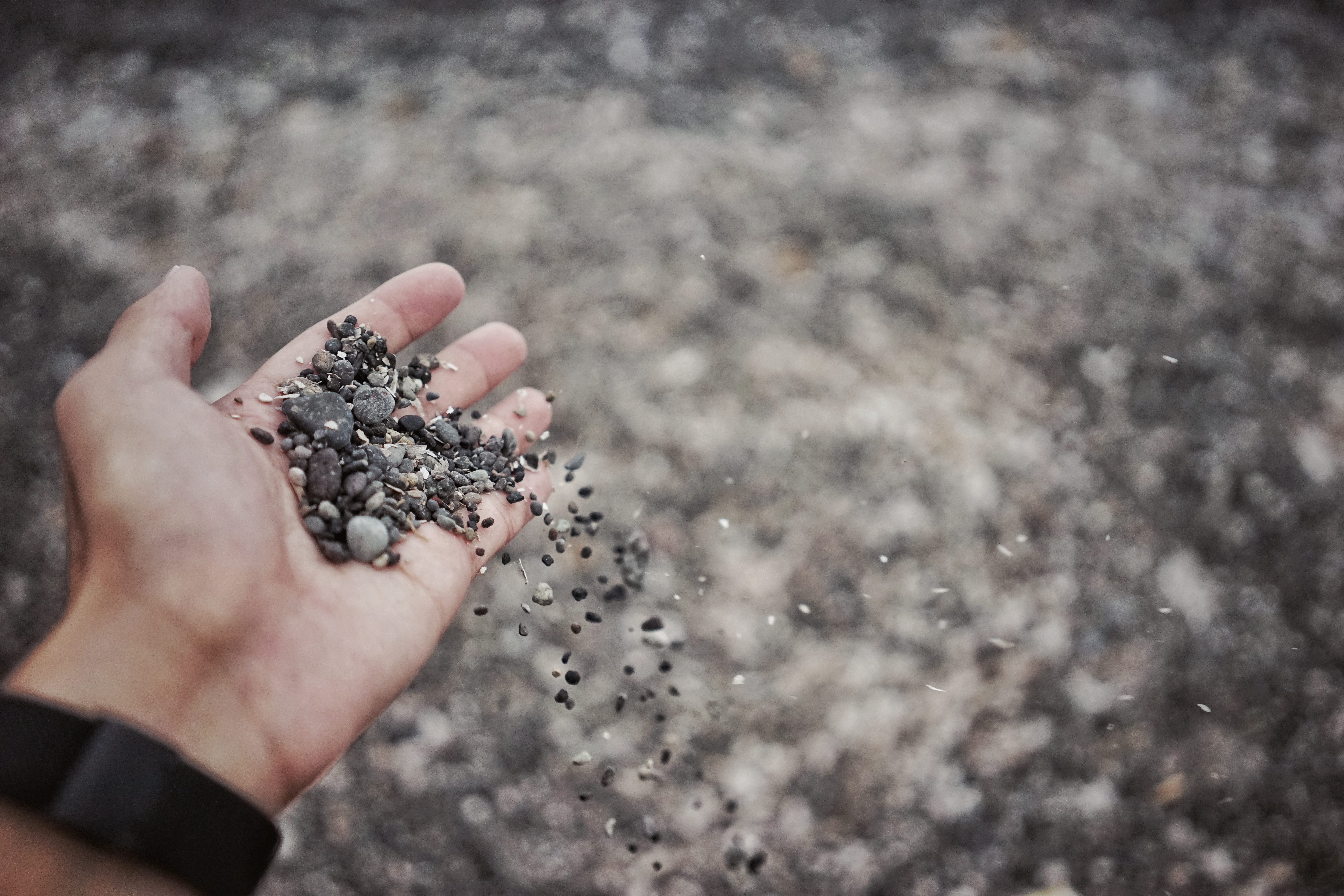
Żwir

Żwir – okruchowa skała osadowa o luźnej postaci, złożona z fragmentów różnych skał i minerałów o średnicy od 2 mm do:
- 40 mm – tradycyjnie w dotychczasowych polskich klasyfikacjach frakcji geologicznych i budowlanych,

- 63 mm – wg europejskiej normy ISO: "PN-EN ISO 14688 - Badania geotechniczne. Oznaczenia i klasyfikacja gruntów" opartej na Eurokodzie 7[1].

## Pochodzenie
Żwir może być pochodzenia m.in. morskiego, rzecznego, jeziornego, polodowcowego. Jego ziarna są zwykle zaokrąglone. Żwir zalicza się do skał osadowych okruchowych, ponieważ zbudowane są z drobnych okruchów, które oddzieliły się od innych skał. Gdy ziarna te nie są zlepione spoiwem, są to skały okruchowe luźne. Żwiry morski i rzeczny powstają przez rozdrabnianie skał o dno.
Żwiry należą do młodszych utworów. Pokłady żwiru, dochodzące do kilkudziesięciu metrów, świadczą o dużych zmianach poziomu mórz lub dużej sile transportującej rzek (jednak mniejszej niż potrzebna do akumulacji głazów).

## Występowanie

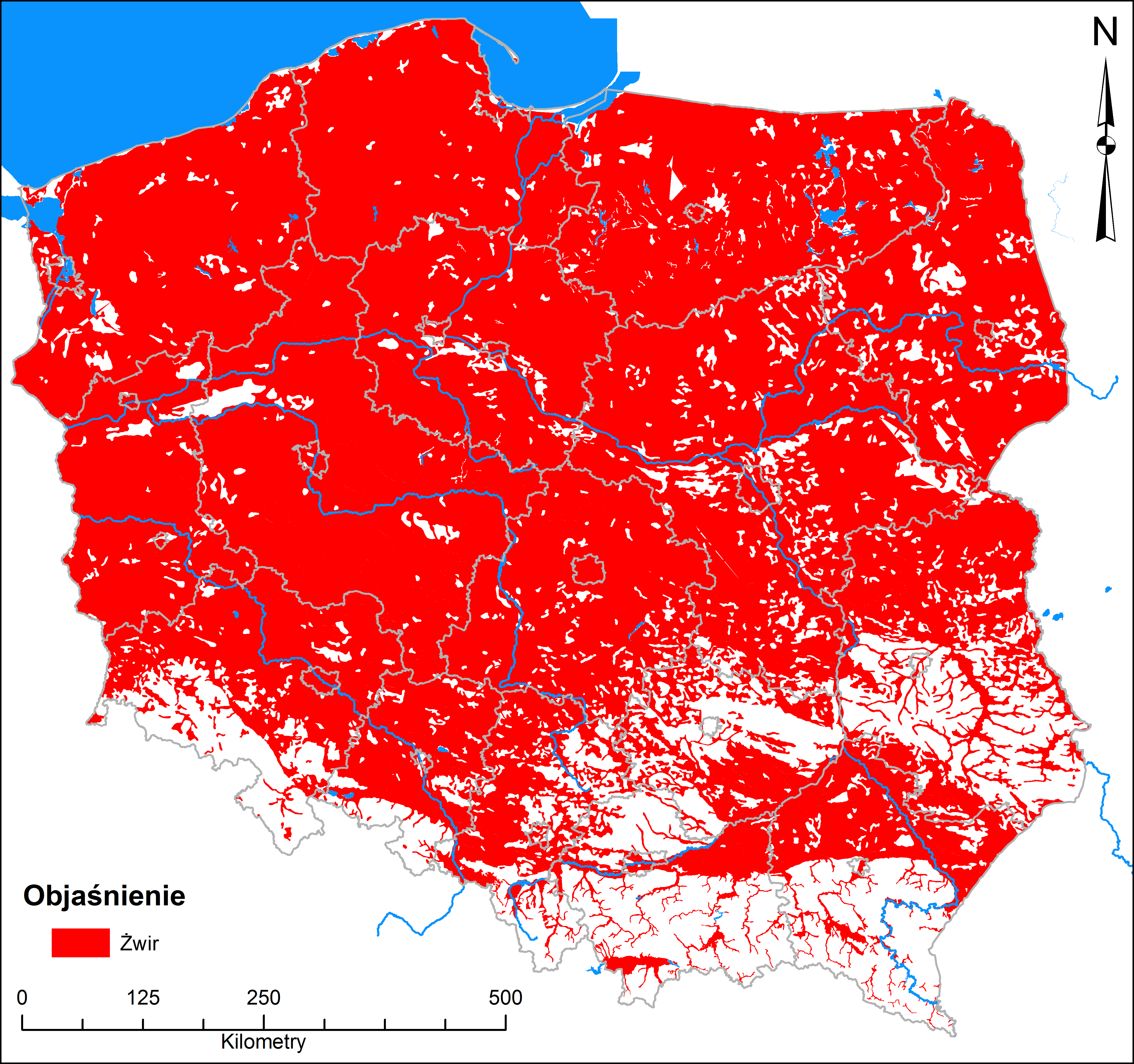
Złoża żwiru w Polsce

Żwir występuje niemal w całym kraju. W dużych ilościach natomiast głównie w północnej Polsce (stanowią tam osady polodowcowe). Obfita w żwiry jest również rzeka Wisła.

### Zlepieńce

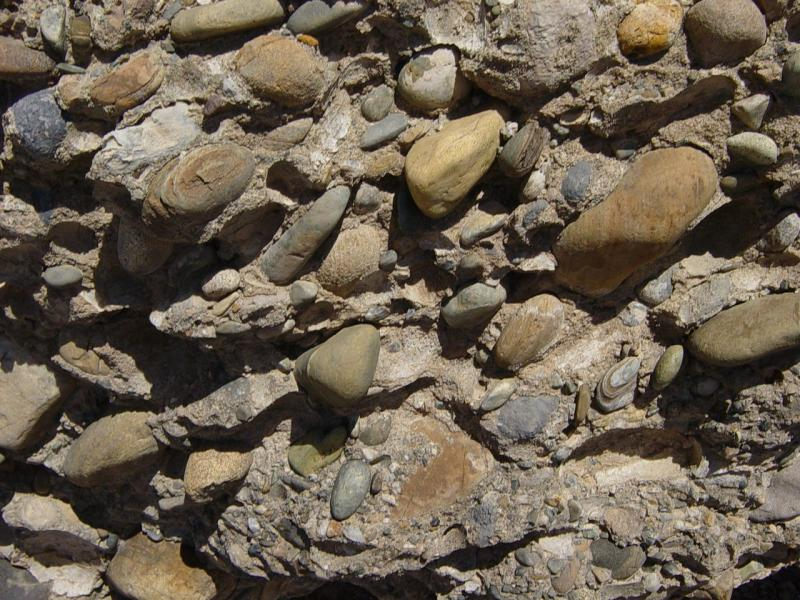
Zlepieńce z Doliny Śmierci USA

W starszych formacjach żwiry ulegają procesowi cementacji, tworząc zlepieńce.

## Wydobycie
W Polsce pozyskiwany z wydobycia na żwirowniach i z pogłębiania rzek. Na zachodzie Europy powszechne jest pozyskiwanie żwiru z dna morskiego.

## Zastosowanie
Żwir używany jest jako składnik betonów towarowych oraz jako materiał do podbudowy dróg, a także jako wsad do mas bitumicznych i czasem nawierzchni.